# Telephantasm
Telephantasm è un album compilation dei Soundgarden uscito nel 2010.

## Tracce

### Versione 1 CD
Testi di Chris Cornell.
1. Hunted Down – 2:41 (musica: Kim Thayil)
2. Hands All Over – 5:58 (musica: Thayil)
3. Outshined – 5:11 (musica: Cornell, Thayil)
4. Rusty Cage – 4:25 (musica: Cameron, Cornell)
5. Birth Ritual – 6:05 (musica: Cornell, Thayil, Ben Shepherd, Matt Cameron)
6. My Wave – 5:13 (musica: Cornell, Thayil)
7. Spoonman – 4:08 (musica: Cornell)
8. Black Hole Sun – 5:19 (musica: Cornell)
9. Fell on Black Days – 4:39 (musica: Cornell)
10. Burden in My Hand – 4:50 (musica: Cornell)
11. Blow Up the Outside World – 5:46 (musica: Cornell)
12. Black Rain – 5:25 (musica: Thayil, Shepherd) – inedita

### Versione limitata 2 CD/DVD

#### CD 1
1. All Your Lies (Deep Six Version) – 3:52
2. Hunted Down
3. Fopp
4. Beyond the Wheel
5. Flower (BBC Session)
6. Hands All Over
7. Big Dumb Sex
8. Get on the Snake (Live)
9. Room a Thousand Years Wide (Single Version)
10. Rusty Cage
11. Outshined
12. Slaves & Bulldozers

#### CD 2
1. Jesus Christ Pose (Live)
2. Birth Ritual
3. My Wave
4. Superunknown
5. Spoonman
6. Black Hole Sun
7. Fell on Black Days (Video Version)
8. Burden in My Hand
9. Dusty
10. Pretty Noose (Live on SNL)
11. Blow Up the Outside World (MTV Live 'N' Loud)
12. Black Rain
13. The Telephantasm (iTunes full album download only)

#### DVD
1. Flower
2. Hands All Over
3. Loud Love
4. Jesus Christ Pose (Original Version)
5. Outshined
6. Rusty Cage
7. My Wave
8. Spoonman
9. The Day I Tried to Live (Uncensored)
10. Black Hole Sun
11. Fell on Black Days
12. Pretty Noose (Uncensored)
13. Burden in My Hand
14. Blow Up the Outside World (Uncensored)

#### Video bonus
1. Spoonman (Mash-up Version)
2. The Day I Tried to Live (European Version)
3. Superunknown
4. Pretty Noose (International Version)
5. Pretty Noose (Alternate Ending)
6. Blow Up the Outside World (Censored)